# La Féerie de la glace
Ne doit pas être confondu avec Féérie de glace.
Pour plus de détails, voir Fiche technique et Distribution.
La Féerie de la glace (The Ice Follies of 1939) est un film musical américain de Reinhold Schünzel, sorti en 1939.

## Synopsis
Mary et Larry sont un modeste couple de patineurs. Peu après leur mariage, Mary décroche un contrat pour tourner un film tandis que son mari se retrouve sans emploi.
Pour montrer qu'il peut réussir aussi, il monte un show de patinage au Canada avec un ami. Le spectacle est un succès, mais tient Larry éloigné de sa femme.
Le patron du studio de Mary trouvera une solution pour les réunir à nouveau.

## Fiche technique
- Titre : La Féerie de la glace
- Titre original : The Ice Follies of 1939
- Réalisation : Reinhold Schünzel
- Scénario : Leonard Praskins, Florence Ryerson et Edgar Allan Woolf d'après une histoire de Leonard Praskins
- Production  : Harry Rapf
- Société de production : M.G.M.
- Direction musicale : George E. Stoll et Franz Waxman
- Musique : George Bassman et Earl K. Brent (non crédités)
- Arrangements musicaux : Léo Arnaud, George Bassman et Roger Edens
- Chorégraphie : Frances Claudet et Val Raset
- Photographie : Oliver T. Marsh et Joseph Ruttenberg
- Montage : W. Donn Hayes
- Direction artistique : Cedric Gibbons et Eddie Imazu (associé)
- Costumes : Adrian et Dolly Tree
- Pays d'origine : États-Unis
- Format : Noir et blanc / Couleur (Technicolor) - 35 mm - 1,37:1 - Son : Mono (Western Electric Sound System)
- Genre : Film musical
- Durée : 82 minutes
- Dates de sortie :
  - États-Unis : 10 mars 1939
  - France : 20 juillet 1939
- Affiche : Boris Grinsson (France)

## Distribution
- Joan Crawford : Mary McKay/Sandra Lee
- James Stewart : Larry Hall
- Lew Ayres : Eddie Burgess
- Lewis Stone : Douglas 'Doug' Tolliver Jr.
- Bess Ehrhardt : Kitty Sherman
- Roy Shipstad : Lui-même - Ice Follies Skater
- Eddie Shipstad : Lui-même - Ice Follies Skater
- Oscar Johnson : Lui-même - Ice Follies Skater
- Lionel Stander : Mort Hodges
- Charles D. Brown : Mr. Barney
- Arthur Loft : un directeur

et The International Ice Follies